# Patrik Laine
Patrik Laine (* 19. dubna 1998, Tampere) je finský hokejový útočník působící v týmu v Montreal Canadiens v kanadsko-americké NHL. Začínal v týmu Tappara ve finské nejvyšší soutěži SM-liiga. S tímto mužstvem zvítězil ve finské lize v sezóně sezóně 2015/2016, když navíc získal Trofej Jariho Kurriho pro nejlepšího hráče play-off, ve kterém v 18 zápasech nasbíral 15 bodů za 10 branek a 5 asistencí. Dne 24. června 2016 byl draftován již v prvním kole draftu 2016 jako 2. celkově týmem Winnipeg Jets.
S finskou reprezentací do 20 let dobyl na domácím šampionátu juniorů v Helsinkách v roce 2016 titul mistrů světa. Na turnaji posbíral celkem 13 kanadských bodů, za 7 branek a 6 asistencí a společně s Američanem Austonem Matthewsem se stal nejlepším střelcem turnaje. Direktoriátem turnaje byl vybrán do All star týmu turnaje. S reprezentací do 18 let vybojoval na šampionátu osmnáctiletých hokejistů ve Švýcarsku v roce 2015 stříbrné medaile. Zároveň byl s 8 brankami společně s Američanem Austonem Matthewsem nejlepším střelcem šampionátu, i díky čemuž byl také jmenován do All star týmu turnaje.
Se seniorským týmem má stříbrnou medaili z ruského MS 2016, na kterém v desíti zápasech zaznamenal 7 branek a 5 asistencí. Direktoriátem turnaje byl vyhlášen nejužitečnějším hráčem šampionátu, byl vybrán jako nejlepší útočník MS a byl také jmenován do All star týmu turnaje.
Dne 23. ledna 2021 bylo oznámeno, že je vyměněn do klubu Columbus Blue Jackets místo kanadského útočníka Pierre-Luc Dubois.

## Statistiky

### Klubové statistiky
| Sezona          | Klub                  | Soutěž          | Základní část | Základní část | Základní část | Základní část | Základní část | Play off | Play off | Play off | Play off | Play off |
| Sezona          | Klub                  | Soutěž          | Z             | G             | A             | B             | TM            | Z        | G        | A        | B        | TM       |
| --------------- | --------------------- | --------------- | ------------- | ------------- | ------------- | ------------- | ------------- | -------- | -------- | -------- | -------- | -------- |
| 2013/14         | Tappara Jr.           | Fin-Jr.         | 40            | 26            | 11            | 37            | 43            | 1        | 0        | 0        | 0        | 0        |
| 2014/15         | Tappara Jr.           | Fin-Jr.         | 6             | 4             | 1             | 5             | 4             | —        | —        | —        | —        | —        |
| 2014/15         | Lempäälän Kisa        | Mestis          | 36            | 5             | 7             | 12            | 14            | 2        | 0        | 0        | 0        | 2        |
| 2014/15         | Tappara               | SM-liiga        | 6             | 0             | 1             | 1             | 2             | —        | —        | —        | —        | —        |
| 2015/16         | Tappara               | SM-liiga        | 46            | 17            | 16            | 33            | 6             | 18       | 10       | 5        | 15       | 6        |
| 2016/17         | Winnipeg Jets         | NHL             | 73            | 37            | 28            | 65            | 26            | —        | —        | —        | —        | —        |
| 2017/18         | Winnipeg Jets         | NHL             | 82            | 44            | 26            | 70            | 24            | 17       | 5        | 7        | 12       | 4        |
| 2018/19         | Winnipeg Jets         | NHL             | 82            | 30            | 20            | 50            | 42            | 6        | 3        | 1        | 4        | 0        |
| 2019/20         | Winnipeg Jets         | NHL             | 68            | 28            | 35            | 63            | 22            | 1        | 0        | 0        | 0        | -1       |
| 2020/21         | Winnipeg Jets         | NHL             | 1             | 2             | 1             | 3             | 4             | —        | —        | —        | —        | —        |
| 2020/21         | Columbus Blue Jackets | NHL             | 45            | 10            | 11            | 21            | 21            | —        | —        | —        | —        | —        |
| 2021/22         | Columbus Blue Jackets | NHL             | 56            | 26            | 30            | 56            | 24            | —        | —        | —        | —        | —        |
| SM-liiga celkem | SM-liiga celkem       | SM-liiga celkem | 52            | 17            | 17            | 34            | 8             | 18       | 10       | 5        | 15       | 6        |
| NHL celkem      | NHL celkem            | NHL celkem      | 237           | 110           | 74            | 184           | 92            | 23       | 8        | 8        | 16       | 4        |

### Reprezentační statistiky
| 2014            | Finsko          | IH18            | 3  | 1  | 0 | 1  | 2 | 5. místo         |
| 2015            | Finsko 18       | MS18            | 7  | 8  | 3 | 11 | 0 | Stříbrná medaile |
| 2016            | Finsko 20       | MSJ             | 7  | 7  | 6 | 13 | 6 | Zlatá medaile    |
| 2016            | Finsko          | MS              | 10 | 7  | 5 | 12 | 4 | Stříbrná medaile |
| 2016            | Finsko          | SP              | 3  | 0  | 0 | 0  | 0 | 8. místo         |
| Senioři celkově | Senioři celkově | Senioři celkově | 13 | 7  | 5 | 12 | 4 |                  |
| Junioři celkově | Junioři celkově | Junioři celkově | 18 | 16 | 9 | 25 | 8 |                  |

### Ocenění a úspěchy
| Ocenění                                        | Sezóna / Rok |
| ---------------------------------------------- | ------------ |
| Mezinárodní                                    |              |
| MS (zisk stříbrné medaile)                     | 2016         |
| MSJ All-Star Team                              | 2016         |
| MSJ Nejlepší útočník                           | 2016         |
| MSJ Nejužitečnější hráč                        | 2016         |
| MSJ (zisk zlaté medaile)                       | 2016         |
| All-Star Tým MSJ 2016 (podle médií)            | 2016         |
| MS18 (zisk stříbrné medaile)                   | 2015         |
| All-Star Tým MS18 2015 (podle médií)           | 2015         |
| SM-liiga                                       |              |
| Tappara Tampere (vítěz ligy)                   | 2015/2016    |
| Trofej Jariho Kurriho (nejlepší hráč play-off) | 2015/2016    |